# 林兆鏞
林兆鏞（？—？），湖北黄冈县人，清朝政治人物。举人出身。
光绪二十四年十月，擔任清朝廣東省潮州府豐順縣知縣。后由朱益湛接任。